# Cola Rapicano

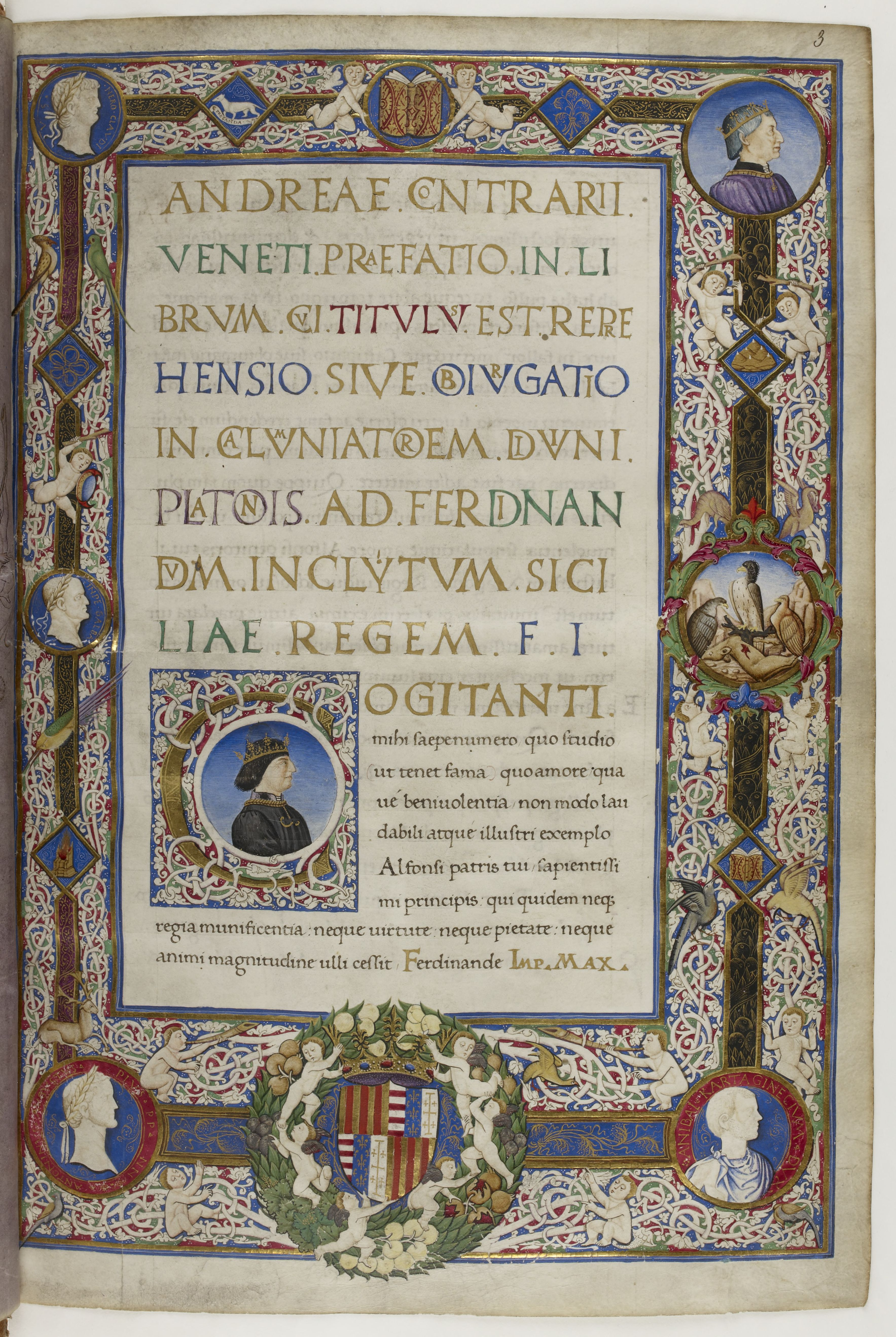
Manoscritto di Andrea Contario documentato nel 1471.

Cola Rapicano (Amantea, ... – Napoli, 1488) è stato un miniatore italiano attivo a Napoli tra il 1451 e il 1488.

## Biografia
Risulta citato per la prima volta in un documento dell'amministrazione dei re d'Aragona nel 1451, descritto come uno scriba (ma potrebbe essere un errore), quindi nel 1455 come illustratore di libri. Riceveva allora una remunerazione di 6 soldi (di Barcellona) al giorno. Rimase menzione di lui negli archivi fino alla sua morte nel 1488.
Sembra ricevette ordini per opere religiose per la cappella reale, ma anche e soprattutto per frontespizi e iniziali di testi umanistici o antichi. Un'opera documentata ha permesso di determinarne lo stile e il corpus: è un manoscritto di un testo di Andrea Contrario, dipinto per Ferdinando I di Napoli per il quale fu pagato il 6 novembre 1471. Vi è rappresentato un ritratto equestre del re su un foglio di colore viola, quindi una pagina del frontespizio che comprende riproduzioni di medaglie con il ritratto del re, uno dei quali è stato prodotto da Pisanello.
Si ipotizzò che fosse a capo di un laboratorio reale in cui lavoravano diversi artisti, tra cui i suoi figli Filippo, Francesco e in particolare Nardo Rapicano e Cristoforo Majorana.

## Stile
Il suo stile è caratterizzato dall'uso di busti o ritratti in modo antico. I suoi putti decorano spesso anche i frontespizi, prodotti in modo un po' standardizzato.

## Opere
- Breviario francescano per Ferdinando I di Napoli, prima del 1455, della bottega di Cola Rapicano con la partecipazione di Cristoforo Majorana, BHUV, Ms.890[4]
- Epistolae di Phalaris, vers 1465-70, Morgan Library and Museum, M.1163[5]
- Objurgatio in calumniatorem Platonis  di Andrea Contrario, per Ferdinando I di Napoli, in collaborazione con Angiolillo Arcuccio, 1471, Biblioteca nazionale di Francia, Lat.12947[6]
- De balneis puteolanis di Pietro da Eboli, 23 miniature a piena pagina, 1471, Biblioteca Ambrosiana, Milano, Ms I.6.inf
- Oratiionszioni di Cicerone, per Ferdinando di Napoli, 1471, Biblioteca nazionale austriaca, Cod.4
- Favole di Esopo, 1473, Biblioteca di Stato di Berlino, MS. Hamilton 6
- Geografia di Strabone, Biblioteca apostolica vaticana, ms. Ott. lat. 1448[7]
- Opere di Sallustio, per la famiglia Di Capua, Biblioteca vaticana, ms. Chig. H.VI. 188[8]
- De re uxoria di Francesco Barbaro, dedicata a Ferdinando di Napoli, 1472, BHUV, Ms.720[9]
- De institutione oratoria di Marco Fabio Quintiliano, circa 1473, BHUV, Ms.720[10]
- Elegantiarum latinae linguae di Lorenzo Valla, 1473, BHUV, Ms.809[11]
- Polyhistor, di Gaio Giulio Solino, circa 1475, in vendita presso il mercante Jörn Günther[12]
- Vite e dottrine dei filosofi illustri de Diogene Laerzio, circa 1475, antica collezione Georges d'Amboise, BNF, Lat.6069A[13]
- Adversus Georgium Trapezuntium di Jean Bessarione per Ferdinando di Napoli, con Gioacchino di Giovanni, 1476, BNF, Lat.12946[14]
- Commentarii di Gaio Giulio Cesare, circa 1480, Fondation Martin Bodmer, Ms.44[15]
- Speculum Historiale di Vincenzo di Beauvais, con suo figlio Nardo Rapicano, prima del 1481, in 2 volumi, BHUV, Ms.44 et Ms.381[16] e Ms.381[17]
- Quaestiones disputatae di Tommaso d'Aquino, 1481, BHUV, Ms.47[18]
- Seconda parte di Summa Theologiae di Tommaso d'Aquino, per il cardinale Giovanni d'Aragona, in collaborazione con Cristoforo Majorana, circa 1484, BHUV, Ms.395[19]
- Storia naturale di Plinio il Vecchio, circa 1470-1480, di Cola Rapicano e Cristoforo Majorana, completato dopo il 1494 da Giovanni Todeschino, BHUV, Ms.691[20]
- Geometria speculativa di Thomas Bradwardine, bottega di Cola Rapicano, 1495-1496, biblioteca storica dell'università di Valencia, Ms.50[21]

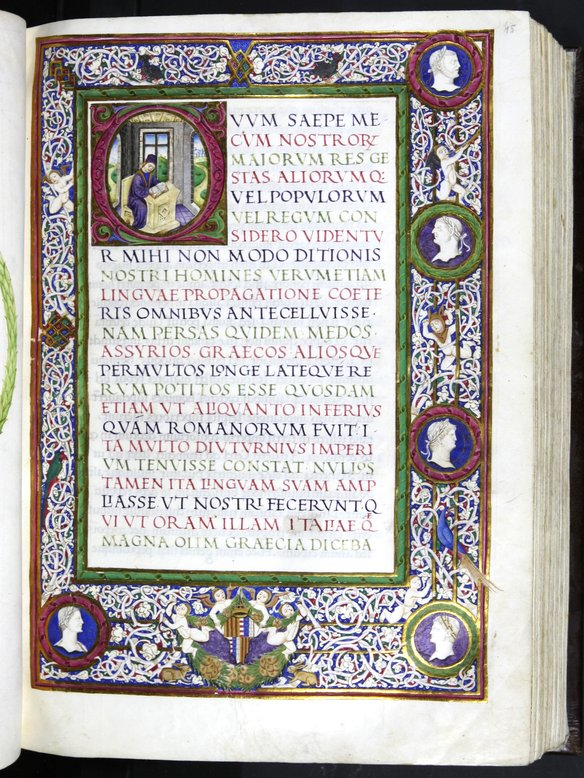
Manoscritto di Lorenzo Valla, Biblioteca di Valencia.
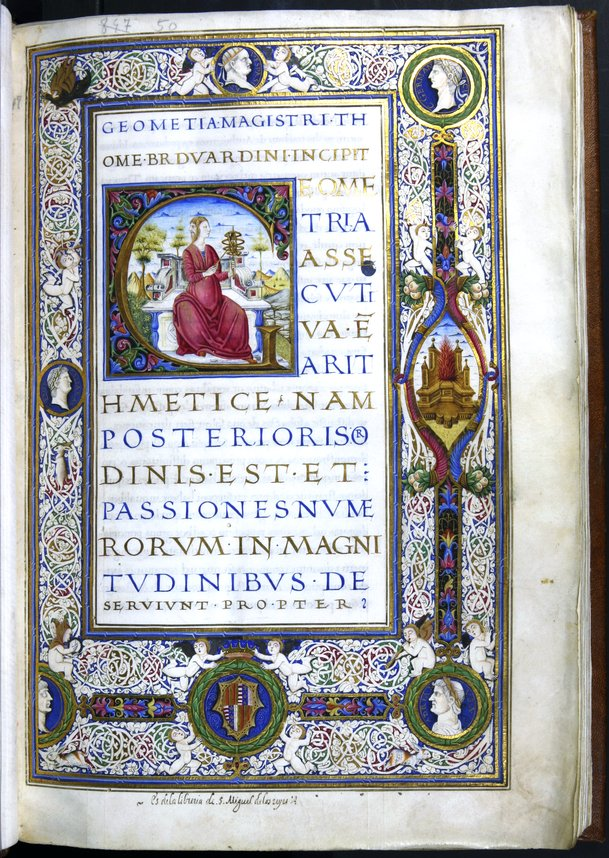
Manoscritto di Thomas Bradwardine, BV
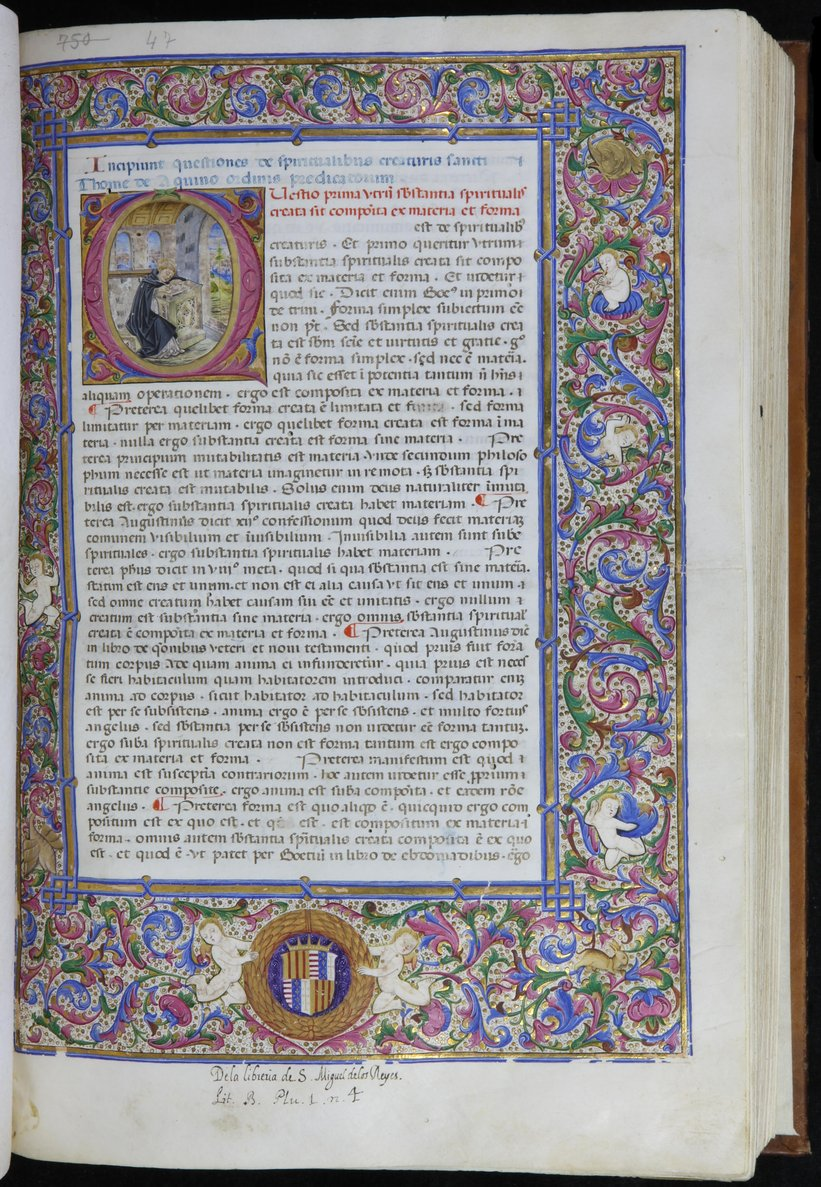
Quaestiones disputatae di Tommaso d'Aquino, BV